# Steve Caballero
Steve Caballero (San José, Califórnia), 8 de Novembro de 1964) é um skatista profissional norte-americano.

## Biografia

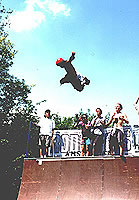
Method air, Steve Caballero, Amsterdam, 1987.

Considerado um dos maiores nomes deste esporte e dono de estilo inigualável, foi integrante da lendária equipe Bones Brigade da Powell Peralta. Steve possui um estilo limpo, muito suave, executando as manobras sem trancos e raramente erra. Skatista versátil, domina como poucos o halfpipe, o banks, o bowl, as miniramps e o street style.
Além de skate, gosta também de tocar guitarra, andar de moto, dedicar-se a sua filha Kayala e curtir sua mulher Sue. Tem uma banda que se chama The Faction. Seu som preferido é o punk rock. Segundo ele, suas melhores manobras são o Slide e os High Air. Também é muito amigo da banda Millencolin, e essa banda faz parte da sua trilha sonora no game Tony Hawk's Pro Skater 2.Foi o inventor de alguns truques de (skate) como: o (Caballerial Impossible),(Caballerial Flip) e (Full Cab) ou (Caballerial)

## Histórico de conquistas
- Segundo lugar 1979 Winchester Open (San Jose).
- Primeiro lugar 1983 Upland Pro-Am (Califórnia): Pro Pool.
- Primeiro lugar no Transworld Skateboard Championships (Vancouver) de 1986: categoria banks
- Primeiro lugar 1988 Titus World Cup (Alemanha): Street skate.
- Primeiro 1989 NSA Contest (Havaí): Mini-rampas.